# Brachyhypopomus bullocki
Espèce
Brachyhypopomus bullocki est une espèce de poissons de la famille des Hypopomidae.

## Étymologie
Cette espèce est nommée en l'honneur de Theodore Holmes Bullock (1915–2005).

## Distribution
Cette espèce se rencontre au Venezuela, en Colombie, au Guyana et au Brésil dans les bassins de l'Orénoque et du rio Branco.

## Description
C'est un Poisson électrique.

## Publication originale
- Sullivan & Hopkins, 2009 : Brachyhypopomus bullocki, a new species of electric knifefish (Gymnotiformes: Hypopomidae) from northern South America. Proceedings of the Academy of Natural Sciences of Philadelphia, vol. 158, p. 183-192 (texte intégral).